# David Hilbert
David Hilbert (23. siječnja 1862. – 14. veljače 1943.) bio je njemački matematičar, priznat kao jedan od najutjecajnijih i najsvestranijih matematičara devetnaestog i ranog dvadesetog stoljeća. Otkrio je velik broj fundamentalnih ideja u teoriji invariantnosti, aksiomatizaciji geometrije i pojam Hilbertovog prostora jednog od osnova funkcijske analize. Hilbert je prilagodio i branio Kantorovu teoriju skupova i teoriju beskonačnih brojeva. 
Poznat primjer njegovog rada u matematici je njegova prezentacija 1900. godine gdje je predstavio zbirku od 23 problema koja je odredila smjer istraživanja u matematici tijekom 20. stoljeća. Sa svojim studentima dao je značajan doprinos u osnovama kvantne mehanike i teorije relativnosti. Također je poznat kao jedan od utemeljitelja teorije dokaza, matematike logike i razlikovanja između matematike i metamatematike.

## Životopis Davida Hilberta
Hilbert je bio jedini sin Otta i Marije Therese (Erdtmann) Hilbert, rođen u Wehlau (Znamensk) kraj Königsberga u tadašnjoj Pruskoj. U jesen 1872. upisuje Friedrichskolleg gimnaziju (istu školu koju je 140 godina prije njega pohađao Immanuel Kant), ali se 1879. prebacio i 1880. završio znanstveno orijentiraniju gimnaziju u Wilhelmu. U jesen iste godine upisuje fakultet u Königsbergu. Tamo se sprijateljio s talentiranim Hermannom Minkowskim. 
Godine 1884. Adolf Hurwitz, s fakulteta u Göttingen, postaje izvanredni profesor na fakultet u Königsbergu. Od tada njihova međusobna razmjena znanstvenih ideja ima značajan utjecaj na njihove znanstvene karijere. Hilbert je doktorirao 1885. godine, s dizertacijom "O nepromjenjivim svojstvima posebnih binarnih formi, s naglaskom na sferne harmonijske funkcije" (njem. Über invariante Eigenschaften spezieller binärer Formen, insbesondere der Kugelfunktionen).
Na istom fakultetu ostaje kao profesor od 1886. do 1895. godine. Oženio se 1892. s Käthe Jerosch s kojom je imao jednog sina. Godine 1895. na nagovor Felixa Kleina dolazi na poziciju predstojnika katedre za matematiku na fakultetu u Göttingenu, u to vrijeme najboljem centru za znanstvena istraživanja u području matematike na svijetu, gdje ostaje do umirovljenja 1930. godine. Njegov najbolji prijatelj, Minkowski umire 1909. godine.

### Göttingenska škola
Među Hilbertovim učenicima bili su: Hermann Weyl, šahovski prvak Emanuel Lasker, Ernst Zermelo, Carl Gustav Hempel i kasnije poznati matematičari: Otto Blumenthal (1898.), Felix Bernstein (1901.), Richard Courant (1910.), Erich Hecke (1910.), Hugo Steinhaus (1911.), Wilhelm Ackermann (1925.). Na fakultetu je okružen s nekima od najznačajnijih matematičara 20. stoljeća, kao što su Emmy Noether i Alonzo Church. Između 1902. i 1939. Hilbert je urednik  „Mathematische Annalen“, vodećeg matematičkog časopisa toga vremena.

### Kasnije godine života
Hilbert je doživio nacističke progone mnogih uvaženih članova fakulteta 1933. godine, među njima i Hermanna Weyla, koji ga je naslijedio na katedri nakon umirovljenja 1930. godine. Njemačku je morao napustiti i Paul Bernays, njegov suradnik na području matematičke logike i koautor značajne knjige Die Grundlagen der Mathematik (izdane 1934. i 1939. godine). To je bio nastavak knjige Hilberta i Ackermanna Načela teorijske logike iz 1928. godine. Do Hilbertove smrti 1943. godine, nacisti su otjerali većinu znanstvenika s fakulteta tako da je njegovom sprovodu prisustvovala samo nekolicina akademika.
Na njegovom spomeniku u Göttingenu, piše:
Mi moramo znati.
Mi ćemo znati.

## Hilbertov osnovni teorem
Hilbertov prvi rad na nepromjenljivim funkcijama doveo ga je 1888. do poznatog teorema konačnosti. Dvadeset godina ranije, Paul Gordan je demonstrirao teorem o konačnosti generatora binarnih oblika koristeći vrlo komplicirane proračune koji su onemogućili poopćavanje same metode na funkcije s više od dvije varijable. Hilbert je uočio potrebu sasvim drugačijeg pristupa. Kao rezultat demonstrirao je „Hilbertov osnovni teorem“ koji pokazuje postojanje konačnog skupa generatora neovisno o broju varijabli, u apstraktnom obliku. 
Hilbertov osnovni teorem kaže da ako je k polje, tada je svaki  ideal u prstenu sastavljenom od više varijabilnih polinoma. k[x1, x2, ..., xn] konačno generiran. Gledano u algebarskoj geometriji, algebarski skup nad k može biti opisan kao zajednički skup rješenja konačno mnogo polinomijalnih jednadžbi.
Hilbert je došao do dokaza kontradikcijom koristeći se matematičkom indukcijom. Njegova metoda nam ne daje algoritam koji će proizvesti konačno mnogo osnovnih polinoma za dani ideal, nego samo pokazuje njihovo postojanje. 
Jednostavnija verzija Hilbertovog osnovnog teorema nam kaže: ako je R lijevi ( odnosno desni) Noetherian prsten, tada polinomijalni prsten R[X]  je isto lijevi (odnosno desni) Noetherian.
Za   , ako je   ,   an ≠ 0, tada degf: = n i an je vodeći koeficijent od f. Neka I bude ideal u R[x]  i pretpostavimo da I nije konačno generiran.Tada induktivno konstruiramo niz f1,f2,... elemenata od I takav da fi + 1 ima minimalan stupanj među elementima od , gdje je Ji ideal generiran od f1,...,fi. 
Neka je ai vodeći koeficijent od fi i neka je J ideal od R generiran od niza a1,a2,.... Pošto je R Noetherian postoji N takav da je J generiran od a1,...,aN. 
Zbog toga za neke  . Postigli smo kontradikciju ako znamo gdje je ni = degfN + 1 − degfi,  zbog degg = degfN + 1 i njihovi vodeći koeficijenti odgovaraju, tako da je fN + 1 − g strogo manjeg stupnja od degfN + 1, a to je u kontradikciji s izborom fN + 1. Na taj način dobivamo da je I konačno generiran. Pošto smo za I uzeli proizvoljan ideal u R[x], svaki ideal u R[x] je konačno generiran i slijedi da je R[x] Noetherian.
To je bio dokaz postojanja konačnog skupa generatora, a ne proračun i oslanjao se na zakonu ekskluzivne sredine u beskonačnosti. Objavljivanje tog rada u Mathematische Annalen mu je odbijeno s razlogom da nije sveobuhvatan i potpun te da se uopće ne radi o matematici. Hilbert je u sljedećem članku, kojeg opet šalje u Annalen, proširio svoju metodu dajući proračune o maksimalnom stupnju minimalnog seta generatora. Taj rad je ocijenjen kao najznačajnije djelo u području opće algebre koje je časopis ikada objavio.

## Aksiomatizacija geometrije
U tekstu Osnove geometrije (njem. Grundlagen der Geometrie) koju objavljuje 1899. Hilbert predlaže set tzv. Hilbertovih aksioma kojima zamjenjuje tradicionalne Euklidove aksiome. Ti aksiomi ispravljaju slabosti uočene kod Euklidovih aksioma koji su se do tada koristili doslovce kao što su napisani. Neovisno o Hilbertu devetnaestgodišnji student Robert Lee Moore je objavio jednaki set aksioma. Neki od njih se podudaraju a neki odgovaraju teoremima u hilbertovom setu i obrnuto. Hilbertov pristup označio je prebacivanje na modernu aksiomatsku metodu.Aksiomi se vise ne uzimaju kao istiniti sami po sebi. 
Geometrija može tretirati stvari, o kojima imamo snažnu intuiciju, ali nije nužno pridijeliti ekplicitno značenje nedefiniranim konceptima. Elementi kao što su: točka, dužina, ravnina i ostali mogu se zamijeniti, kao što je Hilbert rekao stolovima, stolicama, čašama piva i ostalim takvim objektima. Bitan je samo njihov definirani odnos. 
Hilbert prvi označava nedefinirane koncepte: točka, linija, ravnina, leži na (odnos između točaka i ravnina), između, kongruencija parova točaka i kongruencija kutova. Aksiomi ujedinjavaju geometriju ravnine i geometriju prostora u jedan sistem. 

## Hilbertova 23 problema
Hilbert je prezentirao, u obliku govora „ Problemi Matematike“, listu neriješenih problema na internacionalnom kongresu matematičara u Parizu 1900. godine, koju je kasnije proširio na 23 problema. Tim govorom je želio zaokružiti matematički jako uspješno 19. stoljeće i predvidjeti razvoj matematike u budućnosti. Tom prilikom je rekao: 
“Ako vjerujem u razvoj matematičkog znanja u bliskoj budućnosti,  moramo se
pozabaviti nedovršenim pitanjima i riješiti probleme koje zadaje današnja znanost,
a čija rješenja očekujemo.”
“Znamo da svako stoljeće nosi svoje probleme koje sljedeće stoljeće rješava ili zamjenjuje novim.”
“Kraj sjajne epohe poziva nas da se osvrnemo na prošlost, ali i da pogledamo u
nepoznatu budućnost.”
Hilbert je smatrao da su dva najveća dostignuća u prethodnom stoljeću: razvoj aritmetike kontinuuma,  kojoj su doprinijeli Cauchy,  Bolcano i Cantor,  i prihvaćanje neeuklidske geometrije Gausa, Bolyaia i Lobačevskog.  
Njegovi problemi su jako različiti. Neki su toliko opširni da predstavljaju cijela područja 
koja treba istražiti. Drugi su pak puno konkretniji i riješeni su jako brzo. Ima ionih koji su riješeni suprotno Hilbertovim očekivanjima, ali i onih o kojima se i danas jako malo zna. 
Hilbert je probleme podijelio u četiri grupe. U prvoj se nalazi šest osnovnih problema, drugih šest se odnosi na njegovo istraživanje teorije brojeva, treća grupa od šest problema predstavlja mješavinu algebarskih i geometrijskih problema. Posljednjih pet problema oslikavaju Hilbertove interese.  
Sam Hilbert, kao ni njegovi učenici, nije se previše bavio rješavanjem ovih problema, već se posvetio izučavanju Hilbertovog prostora. Međutim, problemi su bili jako brzo prihvaćeni od strane mladih matematičara, koji su svoja istraživanja usmjerili u pravcima koje je Hilbert i predvidio. Značaj ovih problema može se vidjeti i u tome što je rješavanje bilo kojeg od njih bilo povod za proslave i dodjele nagrada. Hilbert je vjerovao da “dokle god neka grana znanosti nudi mnoštvo problema, dotle će i živjeti” pa je u tom duhu izložio svoje probleme.
nekoliko primjera problema: 
- Rješivost Diofantove jednadžbe

Da li je moguće razviti algoritam koji će moći pokazati da li se dana Diofantova 
jednadžba,  s proizvoljno mnogo nepoznatih i s racionalnim koeficijentima,  riješiti u 
konačno mnogo koraka?  
npr..linearna Diofantova jednadžba
Na kraju se ispostavilo da se ne može razviti takav algoritam.

## Pitanje aksiomatizacije fizike
Istraživanjima u samim osnovama geometrije nameće se problem: da li je moguće promatrati, kao aksiome, ona saznanja u fizici u kojima matematika igra bitnu ulogu; tu se prije svega misli na teoriju relativnosti i mehaniku. Hilbert je smatrao da bi bilo dobro kada bi njihova praktična saznanja bila logična nadogradnja teorije koja je zasnovana na usuglašenim aksiomima.
Nije riješen.
- Problem topologije algebarskih krivulja i površina

Nije riješen
Hilbertovi problemi su postali svojevrsni manifest koji je otvorio put razvoju formalističke škole, jedne od tri glavne matematičke škole 20. stoljeća. Prema formalistima, matematika je igra lišena značenja u kojoj se igra sa simbolima bez značenja prema formalnim pravilima koji su dogovoreni unaprijed. To je autonomna igra misli. Ipak postoje sumnje da je Hilbertov način promatranja bio formalistički u ovom smislu. 

## Hilbertov program
Hilbert je 1920. predložio istraživački projekt koji je postao poznat kao Hilbertov program. Želio je da se matematika formulira na čvrstoj i potpunoj logičkoj podlozi.
Vjerovao je da se u principu ovo može učiniti pokazujući:
- da sva matematika proizlazi iz ispravno odabranog konačnog sistema aksioma
- da je takav sistem aksioma dokazivo konzistentan kroz neke karakteristike kao što je račun epsilona

Ovaj program je prepoznatljiv u popularnoj filozofiji matematike gdje se obično naziva formalizam. Naprimjer, Bourbaki (skupina francuskih matematičara 20. stoljeća) grupa prihvatila je selektivnu verziju programa kao prikladnu za zahtjeve njihovog dvojnog projekta koji se sastojao od:pisanja pregleda temeljnih radova i podržavanje aksiomatske metode kao istraživačkog pomagala. Ovaj pristup bio je uspješan u vezi s Hilbertovim radovima u području algebre i funkcionalne analize, ali nije uspio privući interest na području fizike i logike. 

## Gödelov doprinos
Hilbert i njegovi talentirani matematičari s kojima je radio bili su potpuno predani svom radu. Nastojali su poduprijeti aksiomatiziranu matematiku s definiranim principima, kojima su mogli izbaciti sve nesigurnosti u teoriji, ali na kraju ipak nisu uspjeli. 
Gödel je pokazao da svaki ne protuslovni formalni sistem koji bi bio dovoljno opsežan da bi uključio barem aritmetiku ne može sam svojim aksiomima pokazati svoju potpunost. Godine 1931. njegov teorem nepotpunosti pokazao je da Hilbertov veliki plan od početka nije bio moguć. 
Sljedeća dostignuća teorije dokaza, u najmanju ruku, razjašnjavaju dosljednost koja se odnosi na teorije kojima su matematičari zaokupljeni. Hilbert svojim radom započinje logički pristup razjašnjavanju problema. Potreba za razumijevanje Gödelovog rada, na kraju dovodi do razvoja rekurzivne teorije i matematičke logike kao zasebne discipline u 1930-ima. 

## Funkcionalna analiza
Oko 1909. godine, Hilbert se posvećuje istraživanju diferencijalnih i integralnih jednadžbi, te je tako izravno utjecao na veliki dio moderne funkcionalne analize. Kako bi proveo svoja istraživanja, Hilbert uvodi koncept beskonačno dimenzionalnog Euklidovog prostora, kasnije nazvanog Hilbertov prostor. Njegov rad u ovom području analize daje važan doprinos matematici u fizici. Kasnije je Stefan Banach proširio njegov koncept te ga nazvao Banachov prostor. Koncept Hilbertov prostor je najvažnija ideja u području funkcionalne analize u dvadesetom stoljeću.

### Hilbertov prostor
Matematički koncept Hilbertovog prostora generalizira pojam Euklidovog prostora na način da proširuje metode vektorske algebre s 2-dimenzionalnog i 3-dimenzionalnog prostora na beskonačno dimenzionalan prostor. To je apstraktni vektorski prostor u kojemu udaljenosti i kutovi mogu biti izmjereni i cijeli se nalaze u tom prostoru.
Hilbertov prostor se pojavljuje u matematici, fizici i strojarstvu. Kao alat je nezamjenjiv u teorijama parcijalnih diferencijalnih jednadžbi, a u kvantnoj mehanici njegova važnost se vidi u tome što, nudi najbolju matematičku formalizaciju kvantne mehanike. Prepoznavanje uobičajenih algebarskih struktura unutar ovih različitih područja stvorilo je konceptualno razumijevanje, a uspjehom metoda Hilbertovog prostora započeli su plodonosnu eru za funkcionalnu analizu.
Geometrijska intuicija igra važnu ulogu u mnogim aspektima teorije. Element Hilbertovog prostora može biti jedinstveno određen sa svojim koordinatama s obzirom na ortonormiranu bazu. Osnovna intuicija, koja stoji iza Hilbertovog prostora je vrlo jednostavna: U velikom nizu fizikalnih i matematičkih situacija, linearan problem može biti prikazan unutar nekog Hilbertovog prostora i analiziran u jednostavnom geometrijskom smislu. 
Još jedan od razloga uspjeh Teorije Hilbertovog prostora je i u činjenici da: Iako se mogu razlikovat po podrijetlu i izgledu, većina Hilbertovih prostora gledano u matematici i fizici, su samoumnožena manifestacija jednog odvojenog Hilbertovog.

## Doprinos u fizici
Do 1912. godine, Hilbert je bio isključivo matematičar. Čak ga je i njegov prijatelj i kolega matematičar Hermann Minkowski, koji se u Bonnu bavio istraživanjima u fizici, šalio da bi trebao provesti 10 dana u karanteni prije nego što posjeti Hilberta. Zapravo, Minkowski je najviše zaslužan za većinu Hilbertovih istraživanja u fizici do 1912. godine, uključujući njihov zajednički seminar 1905. godine. 
Tri godine nakon što je umro Minkowski, Hilbert se skoro potpuno posvetio fizici. Počinje istraživati teoriju kinetike plinova, a poslije se prebacuje na istraživanje osnova radijacije i molekularne teorije tvari. Čak i u vrijeme rata prisustvuje predavanjima Alberta Einsteina i drugih fizičara. 
Hilbert 1915. godine poziva Einsteina u Göttingen kako bi održao tjedan dana predavanja o svojoj teoriji relativnosti i teoriji gravitacije. Razmjenom ideja došli su do krajnjeg oblika jednadžbi polja od teorije relativnosti, kasnije nazvane Einsteinova jednadžba polja i Einstein-Hilbertov postupak. Einstein i Hilbert međusobno su se prepirali o tome tko je prvi otkrio jednadžbe polja, ali nikad o tome nisu pokrenuli javnu raspravu.
Nadalje, njegov rad je omogućio napredak u matematičkoj formulaciji kvantne mehanike. Hermann Weylovo i John von Neumannovo promatranje Hilbertovog rada bilo je ključno za njihov rad na matematičkoj ekvivalenciji Heisenbergove matrične mehanike i Schrödingerove valne jednadžbe, gdje Hilbertov prostor odigrava važnu ulogu u kvantnoj teoriji. Godine 1926. von Neuman je pokazao da ako na atomska stanja gledamo kao na vektore u Hilbertovom prostoru, tada će oni odgovarati Schrödingerovoj teoriji valnih funkcija i Heisenbergovim matricama.
Za vrijeme bavljenja fizikom, Hilbert pokušava uvesti matematičku strogoću u fizici. Iako su bili ovisni o višoj matematici, fizičari su je nespretno koristili. Kao čistom matematičaru, Hilbertu je tako korištena matematika bilo izrazito ružna i teško razumljiva. Sa sve većim poznavanjem fizike i načinom korištenja matematike u fizici, Hilbert razvija koherentnu matematičku teoriju koju smatra vrlo važnom u području integralnih jednadžbi. Kad je Richard Courant napisao knjigu „Metode matematičke fizike“ koja uključuje neke Hilbertove ideje, postavio ga je kao koautora knjige iako nije direktno pridonio pisanju knjige. 
Hilbert je jedanput rekao „ fizika je preteška za fizičare“, želeći time reći da je njima potrebna matematika preteška, pa im Courant-Hilbert-ova knjiga to olakšava.

## Teorija brojeva
Hilbert ujedinjuje područje algebarske teorije brojeva sa svojom teorijskom raspravom Zahlbericht („ izvješće o brojevima“ ). U širem smislu riješio se Waringova problema. Tada već ima nešto više za objavit o toj temi, ali tek pojavljivanjem Hilbert modularnih formi u disertaciji njegovog studenta vidimo koliko je on vezan za to područje.
Napravio je mnogo pretpostavki na klasičnoj teoriji polja. Taj koncept je bio vrlo utjecajan, a njegov doprinos se najbolje vidi po nazivima Hilbertova klasa polja i Hilbertovog simbola za lokalnu klasičnu teoriju polja.
Rezultati njegovih teorija, u ovom području većinom su dokazani 1930g, nakon revolucionarnog rada Teijia Takagia, zbog kojeg postaje prvi Japanski internacionalni matematičar.
Hilbert nije radio u samoj srži teorije analitičkih brojeva, ali je njegovo ime postalo poznato po Hilbert–Pólya pretpostavci. 

## Neke zanimljivosti
- Hilbert je bio strani član Londonskog kraljevskog društva za unaprjeđenja u prirodnim znanostima, poznatog kao The Royal Society.

1910g. bio je nagrađen drugom Bolyai nagradom.
- Za vrijeme nacističkih progona, na jednoj zabavi sjedio je pored Njemačkog ministra obrazovanja Bernharda Rusta. Rust ga je pitao:

„Kako je matematika sada u Göttingenu kad je oslobođena utjecaja Židova? “
A Hilbert je odgovorio:
„Matematika u Göttingenu? Tamo je stvarno više nema“
- Imao je Erdősov broj 4. Broj koji se dodjeljuje u čast Mađarskom matematičaru Paulu Erdősu.

Da bi netko dobio Paul Erdősov broj ,treba biti koautor nekog matematičkog članka s autorom koji posjeduje Erdősov broj. Kako to izgleda vidi se na sljedećem prikazu: Ako Ana surađuje s Paul Erdősom na jednom članku, a s Markom na drugom, a da pri tom Marko nikad ne surađuje sa samim Erdősom. Marko će dobiti Erdős broj 2 jer je dva koraka udaljen od Erdősa.